# Rally-VM 1981
Rally-VM 1981 kördes över tolv omgångar. Världsmästare blev Ari Vatanen och märkestiteln gick till Talbot.

## Delsegrare
| Rally               | Vinnare          | Märke   |
| ------------------- | ---------------- | ------- |
| Monte Carlo-rallyt  | Jean Ragnotti    | Renault |
| Svenska rallyt      | Hannu Mikkola    | Audi    |
| Portugisiska rallyt | Markku Alén      | Fiat    |
| Safarirallyt        | Shekhar Mehta    | Datsun  |
| Korsikanska rallyt  | Bernard Darniche | Lancia  |
| Akropolisrallyt     | Ari Vatanen      | Ford    |
| Argentinska rallyt  | Guy Fréquelin    | Talbot  |
| Brasilianska rallyt | Ari Vatanen      | Ford    |
| Finska rallyt       | Ari Vatanen      | Ford    |
| Sanremorallyt       | Michèle Mouton   | Audi    |
| Elfenbenskustrallyt | Timo Salonen     | Datsun  |
| Brittiska rallyt    | Hannu Mikkola    | Audi    |

## Förar-VM
| Plats | Förare         | Märke  | Poäng |
| ----- | -------------- | ------ | ----- |
| 1     | Ari Vatanen    | Ford   | 96    |
| 2     | Guy Fréquelin  | Talbot | 89    |
| 3     | Hannu Mikkola  | Audi   | 62    |
| 4     | Markku Alén    | Fiat   | 56    |
| 5     | Shekhar Mehta  | Datsun | 55    |
| 6     | Timo Salonen   | Datsun | 40    |
| 7     | Henri Toivonen | Talbot | 38    |
| 8     | Michèle Mouton | Audi   | 30    |

## Märkes-VM
| Plats | Märke  | Poäng |
| ----- | ------ | ----- |
| 1     | Talbot | 117   |
| 2     | Datsun | 106   |
| 3     | Ford   | 80    |
| 4     | Opel   | 69    |
| 5     | Audi   | 63    |
| 6     | Fiat   | 63    |